# Denver Dream
Le Denver Dream sono una squadra della Lingerie Football League (ora Legends Football League). Le attività della squadra sono al momento sospese.
Giocavano al Dick's Sporting Goods Park di Commerce City, Colorado.

## Colori
Le Dream indossano slip e reggiseno blu con contorni arancioni e fiocchi bianchi.
I colori ricordano quelli dei Denver Broncos della National Football League.

## Campionati disputati
Le Dream sono una delle squadre create per l'ampliamento a dieci squadre del campionato della Lingerie Football League per il 2009-2010. Il primo touchdown della storia delle Dream è stato realizzato da Shannon Martin nella partita d'esordio contro le Temptation.

### 2009-2010
Squadra: 1 Heather Mae French, 2 Jenny Yukich, 3 Shallana Baillargeon, 4 Erika Trujillo (capitana), 5 Rebecca Main, 6 Jamie Ford, 7 Melissa Mikkelsen, 8 Tessa Burtwistle, 9 Jecole Hockaday, 10 Mallory Revard, 11 Trisha Lea, 12 Shannon Martin, 13 Lindsay Fields, 14 Laura Santos, 15 Abbie Burrows, 16 Amanda Tobey, 17 Whitney Tatum, 18 Comfort Agara, 19 Taylor Waldrop, 20 Listy Allen.
Risultati: 18.09.2009: Dream - Los Angeles Temptation 20-26 (dopo essere state in vantaggio per 20-6), 25.09.2009: Dallas Desire - Dream 20-6; 09.10.2009: Dream - Seattle Mist 19-28.
La partita con le San Diego Seduction è stata annullata.
Riepilogo regular season: 0 vinte, 3 perse.

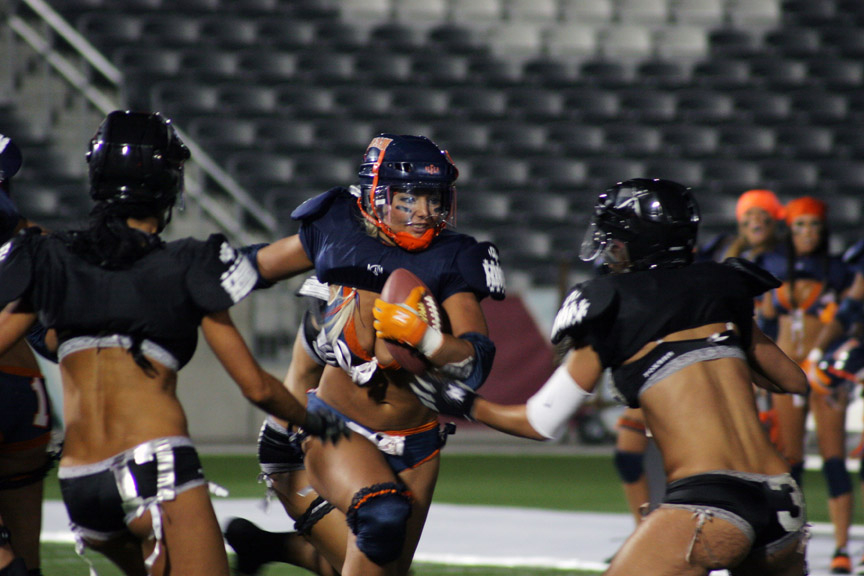
Una fase della partita tra Denver Dream e Los Angeles Temptation

## Giocatrici di rilievo
- Shannon Martin (runningback e cornerback, di North Waterford, Maine. Tre touchdown nelle prime tre partite.